# Астрономический бинокль
Астрономи́ческий бино́кль (бинокуля́р) — бинокль, предназначенный для наблюдения астрономических объектов: Луны, планет и их спутников, звёзд и их скоплений, туманностей, галактик и т. д.

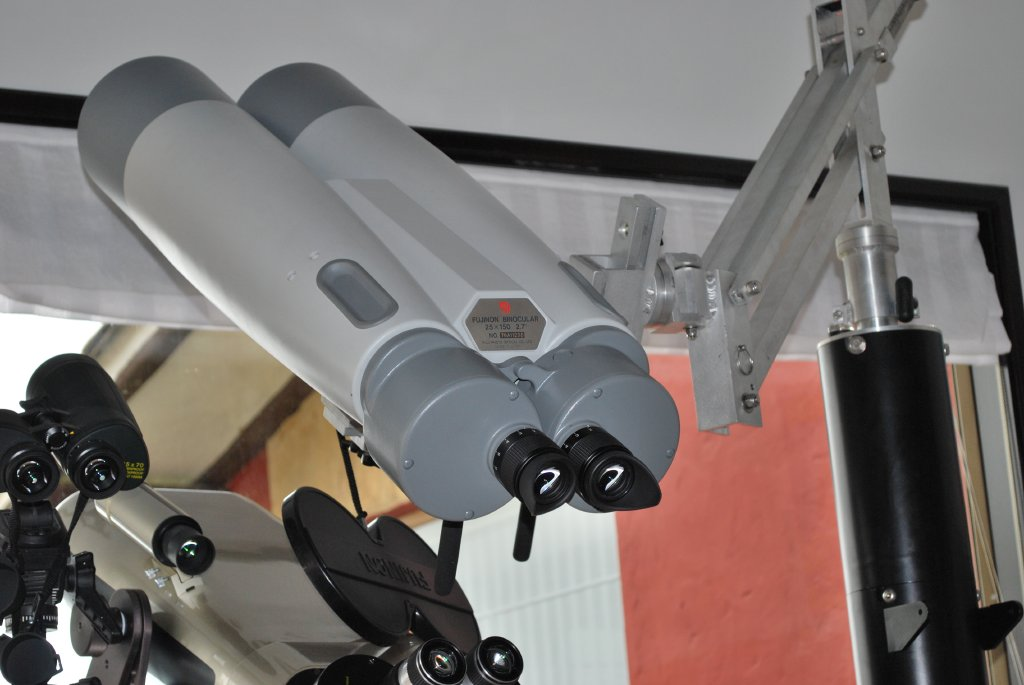
Крупный астрономический бинокуляр 25 x 150

Бинокль легко навести на нужный небесный объект, поэтому они широко используются для наблюдения ночного неба даже при наличии телескопа. Стереоскопического изображения не получается даже для удалённых наземных объектов, но использование сразу двух глаз облегчает наблюдение звёздного неба (в частности, не надо жмуриться). Любители астрономии обычно используют призменные бинокли, полевые или военные.

Такие бинокли строятся по схеме двойной кеплеровой трубы с системой Порро.

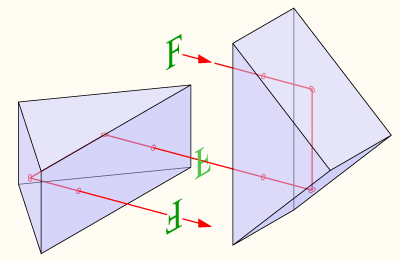
Призмы Порро

Их разрешающая способность ограничивается возможностями глаза, поэтому обратнo пропорциональна кратности бинокля (оптика даёт 3-6"), поле зрения 3-9°, проницающая сила 9-11m. Наиболее удобны бинокли массой до 1 кг. Впрочем, специализированные бинокли могут весить до 5-20 кг и требовать штатива. Для отграничения биноклей с диаметром линз от ~75 мм, основной потенциал которых может быть задействован только со штативом, от более компактных и универсальных моделей, как правило используется понятие бинокуляр.
Как и в случае с телескопами, главным параметром бинокля является апертура (диаметр объектива). У астробиноклей она не менее 30 мм и сравнима с апертурой небольших телескопов. Обычно диаметр объектива равен 50 мм (2"), но у специализированных доходит до 100—150 мм (4-6"). Чем больше апертура бинокля, тем более тусклые звёзды можно наблюдать, тем больше деталей видно, тем чётче картинка. Полезен также широкоугольный окуляр, расширяющий поле зрения бинокля на несколько градусов.
Астрономические бинокли имеют увеличение начиная с 6-7x. Этот параметр становится определяющим для наблюдения сравнительно близких объектов (планет, астероидов, комет, спутников и т. д.). Начиная с 10-12x он приводит к тряске изображения, которая уже при 15x-20x превращает наблюдение «с рук» в пытку. Такие бинокли имеет смысл использовать только со штативом, что снижает достоинства бинокля по сравнению с телескопом. Бинокли с небольшим увеличением и широким полем зрения обычно используются не как альтернатива телескопу, а как его компаньон. Большое увеличение (при той же апертуре) приводит к уменьшению светосилы и поля зрения, что лишает астробинокль универсальности.
Существуют дорогие бинокли со стабилизацией изображения (например, российская серия БС), позволяющие использовать большое увеличение при наблюдении «с рук», вплоть до 20-кратного. Такие бинокли можно считать «планетными». Они обладают маленькой светосилой и небольшим полем зрения, зато идеальны для наблюдения планет и крупных спутников. Их стоимость превышает стоимость небольших телескопов, в которые планеты выглядят значительно лучше. К достоинствам бинокля можно отнести возможность быстро приступить к наблюдениям. Также на выездные наблюдения проще захватить бинокль, чем телескоп.
В отличие от телескопов, окуляры астробинокля несъёмные за исключением некоторых крупных дорогих моделей. Выпускаются бинокли с переменной кратностью, но они пользуются меньшей популярностью среди любителей астрономии, так как их оптическое качество считается хуже обычных астробиноклей. Дешевизна биноклей позволяет любителям иметь несколько разновидностей (от обычного 7x50 до мощного бинокуляра на штативе), используя их для наблюдения различных астрономических объектов.

## Универсальные астрономические бинокли
Популярными и универсальными астрономическими биноклями являются следующие три семейства. Эти классические бинокли выпускаются для широких целей и наиболее популярны среди любителей астрономии из-за их сравнительной дешевизны и доступности. Они (относительно) взаимозаменяемы, причём все их можно использовать без штатива. Выбор модели зависит от производителя, условий наблюдения (городские или полевые), вкуса к тем или иным объектам звёздного неба, а также возраста и умений наблюдателя:
- 8x40 Отличается широким углом зрения, поэтому с его помощью проще находить небесные объекты, наблюдать Млечный Путь и прослеживать «линии» созвездий — неплохой компаньон телескопу. Бинокль обладает разумным увеличением и легче своих 50 мм собратьев, поэтому не так сильно дрожит в руке и подходит для длительных наблюдений женщинами и детьми. Светосила, как и увеличение, посерединке между двумя другими семействами. Малый диаметр выходного зрачка (5мм) не полностью использует возможности глаза, поэтому бинокль не требователен к засветке и наблюдателю. Менее распространены модели 8х56 и 8x60 с диаметром зрачка около 7 мм, имеющие больший вес и в хороших условиях дающие более качественную картину. Лёгкие бинокли 8x30 и 8x35 не позволят использовать все преимущества хорошего тёмного места для наблюдений, но удобны для пожилых наблюдателей с небольшим зрачком и слабыми руками.
- 7x50 По максимуму использует возможности широкоугольного объектива и глаза (диаметр выходного зрачка 7 мм), поэтому качество картинки сильно зависит от условий освещения (плох при городской засветке, в сумерках и белых ночах), от наблюдателя и его возраста (у детей в темноте зрачок больше, чем у пожилых людей). Самое маленькое увеличение — хуже разглядывать Луну и планеты, разрешать двойные звёзды. Удобнее всего для наблюдения с рук. Широкое поле зрения и неплохая светосила (избыточная для наблюдения Луны) делает бинокль идеальным для обзорного наблюдения неба и быстрого нахождения туманностей, строение которых придётся изучать с помощью инструментов большей кратности. Наиболее популярный тип астробиноклей и хорошо дополняет телескоп. Бинокли 7x30 и 7x35 легче, но они хуже при полевых наблюдениях (вне городской засветки).
- 10x50 Самый тяжёлый из универсальных астрономических биноклей. Самое узкое поле зрения, поэтому рекомендуется широкоугольный окуляр. Максимальное увеличение в сочетании с 5 мм зрачком позволяет разглядеть больше деталей на Луне и Юпитере, наблюдать Галилеевы спутники и разрешать некоторые двойные, даже если зрачок недостаточно расширен в условиях городской засветки. Впрочем, эти задачи намного лучше решаются телескопом. Предельная кратность заставляет внимательнее относиться к тряске рук. Второй по популярности тип астробиноклей. Бинокли 12x50 и 15x50 имеют большее увеличение и дают больше деталей, но и более тусклую картинку. Их намного сложнее держать ровно, а узкое поле зрения становится ещё уже и затрудняет «ловлю» нужных объектов. Бывают бинокли 10x60 и даже 11x70, но они тяжелее.

## Специализированные астробинокли

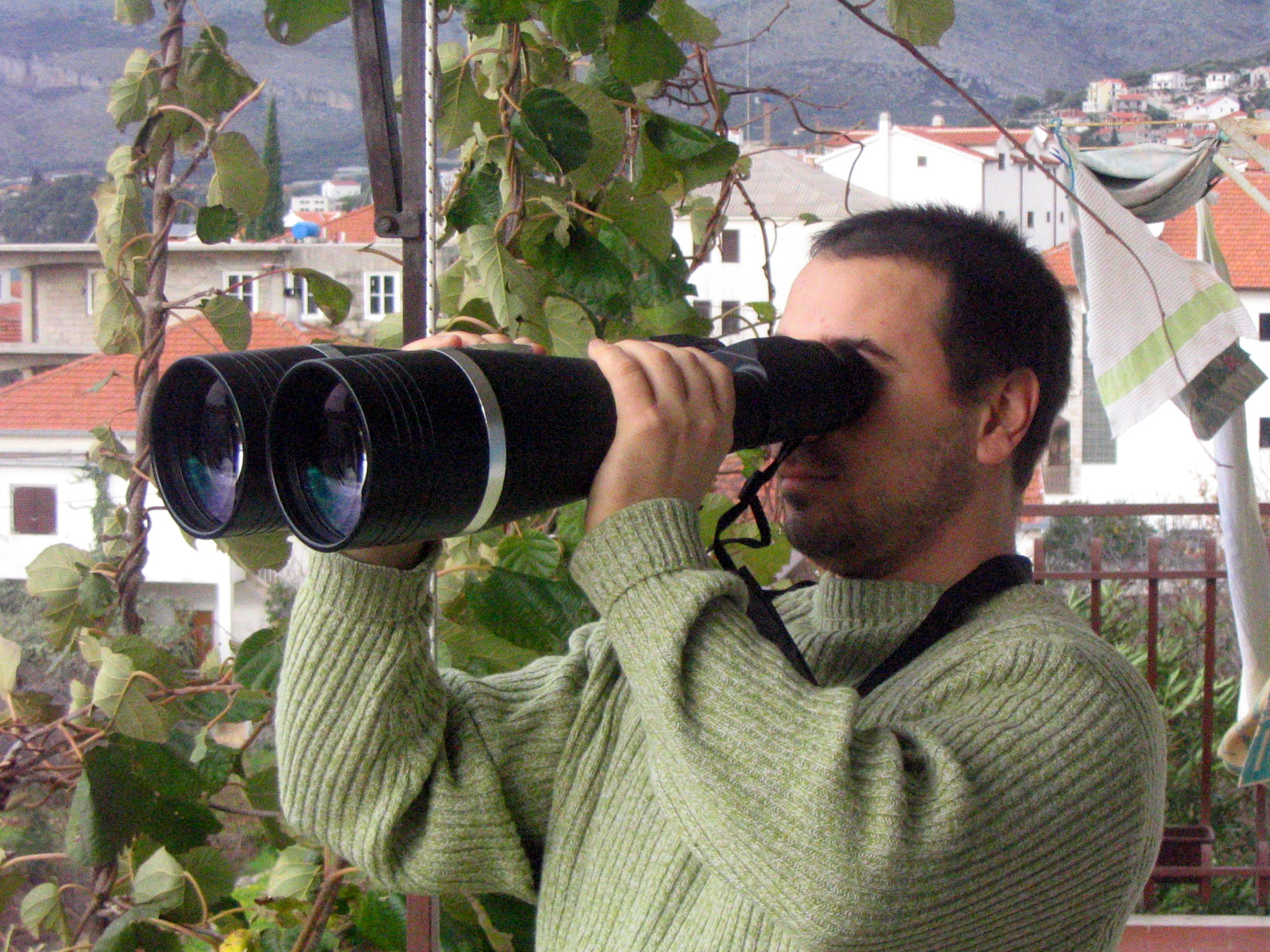
Классический бинокуляр 25x100

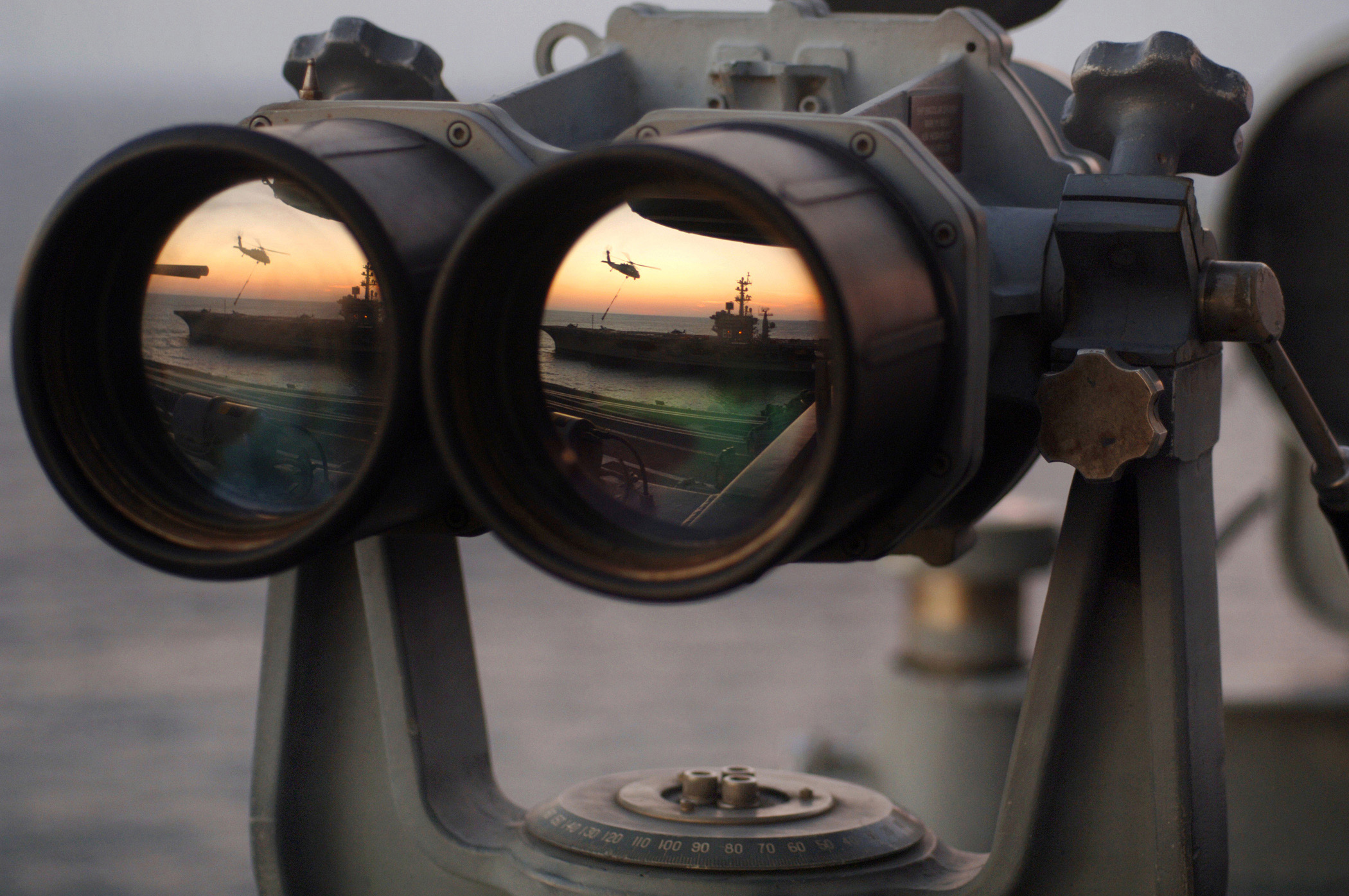
Стационарный морской бинокуляр, аналогичный стационарному астрономическому бинокуляру

Бинокли большой кратности, начиная с 12x50 и 15x50, даже опытному наблюдателю сложно использовать без штатива. Их главное достоинство по сравнению с телескопами — использование двух глаз для наблюдения неба. Узкое (но всё же большее, чем у телескопов) поле зрения биноклей высокой кратности (18х50, 20х60, 25x70 и 30x90) позволяет их классифицировать, как лунные и планетные. В них уже можно пытаться увидеть кольца Сатурна, и даже щель Кассини. Планеты, и в особенности Луна — яркие объекты, поэтому подобным биноклям большая светосила не нужна. Небольшой зрачок (около 3мм) делает наблюдения удобными, позволяет усиливать контраст и различать детали наблюдаемых объектов.

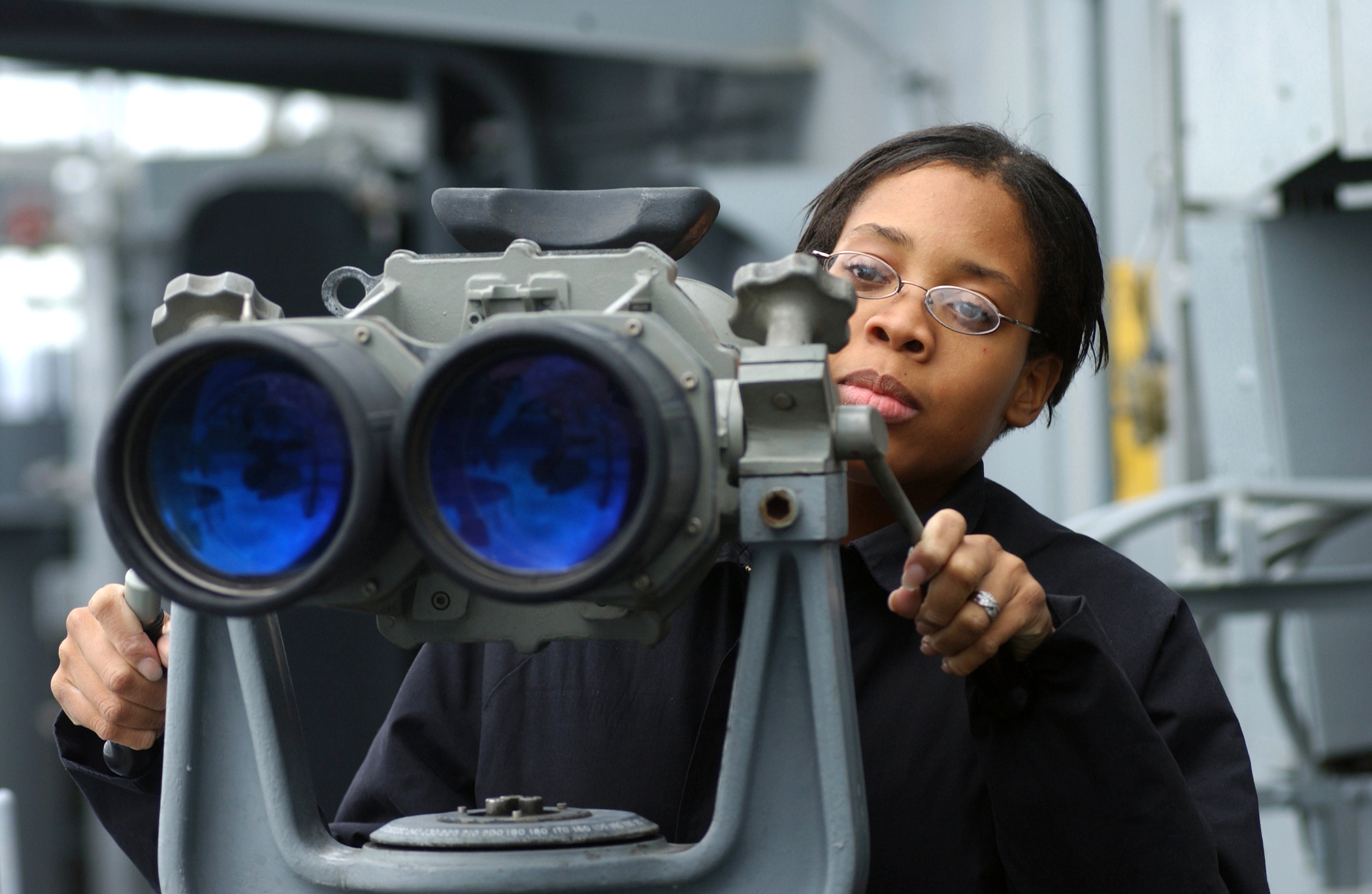
Стационарный морской бинокуляр с изломом оси, может использоваться как астрономический бинокуляр.

Астробинокли для наблюдения Млечного Пути и протяжённых туманностей отличаются светосилой, широким полем зрения, большой апертурой и небольшим увеличением (8x60, 9x63, 10x70, 11x80 и 15x110), чтобы собирать свет протяжённых туманностей. Так как эти небесные объекты тусклые, у «туманников» большой диаметр выходного зрачка (6-7 мм) и повышенные требования к условиям наблюдения, как следствие. При большой апертуре может потребоваться штатив, но уже по другой причине — из-за веса бинокля.
Если же нужно наблюдать ярчайшие галактики, небольшие туманности или изучать детали строения крупных туманностей, придётся увеличивать кратность бинокля — не жертвуя апертурой и светосилой. Это также позволят использовать подобные астробинокли (15x70, 20х80, 22x100, 25x150 и 30x180) в качестве планетных, то есть «тяжёлых универсальных». Большая светосила позволяет увидеть больше спутников Сатурна. Такие астробинокли собирают в себе не только достоинства, но и все недостатки специализированных биноклей (тяжесть, невозможность наблюдать с рук, сравнительно малое поле зрения). Они имеют своих приверженцев и могут конкурировать с небольшими телескопами, в том числе и по цене.
Специализированные бинокуляры с большим диаметром объективов (от 70 — 80 мм, а как правило, и выше), предназначенные для использования со штативов, могут быть выполнены по схеме с изломом оптической оси. В этом случае окуляры наклонены под углом 45 или 90 градусов к оптической оси инструмента, что позволяет с комфортом наблюдать околозенитную область неба. Характерным примером такого инструмента может служить крупный бинокуляр БМТ-110, производившийся в СССР — с диаметром объективов 110 мм, увеличением 25х и полем зрения 5 градусов. Бинокуляр монтировался, как правило, на стационарной азимутальной установке. Он использовался для наблюдений искусственных спутников, а также в качестве кометоискателя. Современные инструменты аналогичного класса (производства различных фирм, например, Fujinon, United Optics и пр.) имеют диаметр до 150 мм. Окуляры таких инструментов могут быть сменными для изменения увеличения.
Дорогие бинокуляры с большим увеличением и апертурой, на хорошем штативе и со сменными окулярами являются наиболее роскошными визуальными оптическими инструментами для любителей астрономии. Универсальные бинокли пользуются большей популярностью, благодаря своей доступной цене.

## Особенности разных моделей
Широкоугольные модели (БШ, Юкон WA) предочтительнее для наблюдения Млечного Пути, туманностей и созвездий, для наблюдения планет большое поле зрения только отвлекает. Поле зрения сверхширокоугольных биноклей (например, марки Binon японской компании Miyauchi) может достигать 9…14°.
Оптика должна пропускать лучи с красной стороны спектра. Поэтому красивые «рубиновые» покрытия лишь ухудшают качества астробинокля, зато оранжевые светофильтры — наоборот, улучшают.
Просветлённые объективы хороших астробиноклей отливают фиолетовым — отражая (экранируя) голубую засветку неба, бинокль собирает свет ярчайших звёзд и планет. Поэтому с их помощью можно наблюдать если и не днём, то как минимум в сумерках. Это особенно важно жителям северных районов (где нередки белые ночи) и для биноклей с большим увеличением и малым выходным зрачком, удобных для наблюдения Венеры и Меркурия, а также дневных Луны, комет, сверхновых. С другой стороны, некоторых любителей эта «желтизна» оптики раздражает своей неустранимостью — интересные небесные объекты, имеющие голубой цвет, меняют цвет и тускнеют.
Обычно окуляры биноклей несъёмные, поэтому вводить информацию в компьютер и фотографировать приходится с помощью насадок на окуляры. В лучших астрономических биноклях есть угломерная шкала, позволяющая замерять горизонтальные и вертикальные угловые расстояния между наблюдаемыми объектами. Её не стоит путать с бессмысленной для астрономических наблюдений дальномерной шкалой, позволяющей замерять расстояние до танков, людей или кабанов. Впрочем, наличие угломерной шкалы ещё не означает её хорошую различимость в темноте.
Электронно-лучевое покрытие EBC. Поверхность каждой линзы обрабатывается таким образом, чтобы пропускать более 95 % входящего света. Это достигается путём испарения тщательно подобранных материалов с помощью электронно-лучевой пушки. Пушка нагревает материал до строго определённой температуры, обеспечивающей необходимую толщину слоя. Технология электронно-лучевого покрытия используется в оптике высокого уровня HD класса. Данная технология была разработана и запатентована японской компанией Fujinon (Fujifilm) в 1969 году.
Низкодисперсная оптика. Обычно обозначается буквами ED. При разработке длиннофокусных биноклей достаточно трудно избавиться от хроматических аберраций и цветовых искажений. Чем выше степень увеличения, тем больше видны хроматические аберрации. Дисперсия света — явление, из-за которого при прохождении света из одной среды в другую (например, из воздуха в стекло) преломление световых пучков разных цветов происходит под разным углом. При прохождении света через объектив световые пучки многократно преломляются на поверхностях линз. В результате дисперсии света на изображении в некоторых местах может появиться цветовая окантовка. Такие искажения называются хроматическими аберрациями. Низкодисперсные линзы изготавливаются из специального стекла, которое преломляет свет с разной длиной волны практически одинаково, что уменьшает цветовые аберрации, вносимые линзами. При наличии низкодисперсных линз можно говорить о высоком классе оптики. Такую оптику можно встретить в биноклях известных японских производителей, например Fujinon 25x150ED-SX со сменными окулярами дневного и ночного видения и Fujinon 40x150ED-SX.

## Производители астрономических биноклей
Для астрономических наблюдений хороши советские/российские модели БШ и БПШЦ, БП и БПЦ — они изготавливаются в Казани (Казанский оптико-механический завод) и под Москвой, в Сергиевом Посаде (Загорский оптико-механический завод). Бинокли «Беркут» выпускались рядом с Уфой, однако к настоящему времени Салаватский оптико-механический завод является банкротом.
Военные широкоугольные бинокли БШ 8x40 и БШ 10x50 снабжены угломерной сеткой и отличаются превосходной оптикой, но дороги и редко встречаются в розничной продаже. Более популярные широкоугольные полевые модели БПШЦ 7x30 и БПШЦ2 10х50 оснащены многослойным просветлением сиреневого цвета и удобны наличием центральной фокусировки. Справочник Куликовского рекомендует модели БПЦ 7x50 и БП 10x50.
Подходят для наблюдений и бинокли «Юкон» широкоугольной серии WA. Модели Юкон Pro 7x50WA и Юкон Pro 10x50WA даже снабжаются оранжевыми светофильтрами, но их дальномерная сетка больше подходит для охоты на кабанов, чем астрономических наблюдений. Приятной особенностью Юкона являются откидные крышки на объективах и окулярах, упрощающие работу с биноклем и способные экранировать боковые источники света.
Импортные астрономические бинокли намного дороже. Астрономами ценятся немецкие бинокли К. Цейса, признаются японские бинокли FUJINON (Fujifilm), CANON, NIKON и PENTAX. Но даже дешёвый китайский бинокль с завышенными параметрами, в котором не только корпус, но даже линзы сделаны из пластмассы, позволяет увидеть больше астрономических объектов, чем невооружённый глаз. Некоторые фирмы рекламируют специальные модели биноклей «для астрономических наблюдений», но это на порядок увеличивает стоимость бинокля и, следовательно, резко сужает круг покупателей.
Опытные любители астрономии изготавливают собственные бинокли и даже телескопы.

## Параметры советских/российских/японских астробиноклей
Некоторые бинокли России и Белоруссии удовлетворяют требованиям любителей астрономии, скажем по Куликовскому. Вот данные производителей:
|                                    | БШ 8x40 | БШ 10x50 | БПЦ 7x50 | БП 10x50 | Юкон 7x50WA | Юкон 10x50WA | Fujifilm (Fujinon) 40x150ED-SX | Fujifilm (Fujinon) 25x150MT-SX | Fujifilm (Fujinon) 16x70FMT-SX | Fujifilm (Fujinon) 10x70FMT-SX | Fujifilm (Fujinon) 10x50FMT-SX | Fujifilm (Fujinon) 7x50FMT-SX |
| ---------------------------------- | ------- | -------- | -------- | -------- | ----------- | ------------ | ------------------------------ | ------------------------------ | ------------------------------ | ------------------------------ | ------------------------------ | ----------------------------- |
| Страна-производитель               | РФ      | РФ       | РФ       | РФ       | РБ          | РБ           | Япония                         | Япония                         | Япония                         | Япония                         | Япония                         | Япония                        |
| Диаметр выходного зрачка, мм       | 5       | 5        | 7,1      | 5,0      | 7           | 5            | 3,8                            | 6                              | 4,4                            | 7                              | 5                              | 7,1                           |
| Удаление выходного зрачка, мм      | 17      | 16,5     | 18       | 15,3     | 21          | 14           | 15                             | 19                             | 15,5                           | 23                             | 19,8                           | 23                            |
| Предельная разрешающая способность | 5"      | 4"       | 6"       | 4,5"     | ?           | ?            | ?                              | ?                              | ?                              | ?                              | ?                              | ?                             |
| Угол поля зрения                   | 8,0°    | 6,8°     | 7,0°     | 6,0°     | 6°          | 6°           | 1,7°                           | 2,7°                           | 4º                             | 5º 18'                         | 6º 30'                         | 7º 30'                        |
| Линейное поле зрения (1000м), м    | 154     | 118      | ?        | 105      | 115         | 114          | 30                             | 47                             | 70                             | 93                             | 113                            | 131                           |
| Проницающая сила                   | ?       | ?        | 10,6m    | 10,6m    | ?           | ?            | ?                              | ?                              | ?                              | ?                              | ?                              | ?                             |
| Сумеречное число S                 | 17,9    | 22,4     | 18,7     | 22,4     | 18,7        | 22,4         | 77,5                           | 61,2                           | 33,5                           | 26,5                           | 22,4                           | 18,7                          |
| Масса, кг                          | 0,880   | 1,0      | 1,0      | 0,9      | 1,03        | 1,03         | 18,5                           | 18,5                           | 1,92                           | 1,93                           | 1,43                           | 1,38                          |

Некоторые бинокли позиционируются производителем, как астробинокли. Обычно они требуют использования штатива:
- БАС 30х90[6] и БАС-2 30х90 от ЗОМЗ. Поставляются вместе со штативом, поле зрения 2°.
- Юкон 12x50WA и Юкон 12x50WA Woodworth